# Nilea rufiscutellaris
Nilea rufiscutellaris là một loài ruồi trong họ Tachinidae.